# Bofrost
Bofrost è un'azienda alimentare tedesca che vende a domicilio surgelati e gelati.
Fu fondata nel 1966 da Joseph H. Boquoi a Issum e ha sede a Straelen in Renania Settentrionale-Vestfalia.
In Germania ha una quota di mercato del 70% circa nella vendita di surgelati a domicilio. Bofrost è presente in dodici paesi europei, ha circa 240 filiali e fornisce circa sei milioni di clienti. La principale concorrente nel settore è la tedesca Eismann Frozen.
La Bofrost ha molti clienti anche in Italia, dove detiene la quota di maggioranza nel mercato.